# كأس غينيا بيساو الوطني
كأس غينيا بيساو الوطني (بالبرتغالية: Taça Nacional da Guiné Bissau‏) ، هي بطولة وطنية لكرة القدم في غينيا بيساو ، أسسها اتحاد الكرة سنة 1976م. 

## وصلات خارجية
- RSSSF competition history